# Курата Ясухару
Курата Ясухару (яп. 倉田 安治, нар. 1 лютого 1963, Сідзуока —) — японський футболіст, що грав на позиції захисника.

## Клубна кар'єра
Грав за команду Honda FC, Йоміурі.

## Виступи за збірну
Дебютував 1986 року в офіційних матчах у складі національної збірної Японії. У формі головної команди країни зіграв 6 матчів.

## Статистика
Статистика виступів у національній збірній.
| Збірна Японії | Збірна Японії | Збірна Японії |
| Роки          | Ігри          | голи          |
| ------------- | ------------- | ------------- |
| 1986          | 1             | 0             |
| 1987          | 5             | 0             |
| Усього        | 6             | 0             |